# Прапор Соснівки (Львівська область)
Прапор Соснівки — офіційний символ міста Соснівка Львівської області. Затверджений 19 квітня 1994 року рішенням сесії Соснівської міської ради як хоругва.
Автор — А. Гречило. 

## Опис прапора
Квадратне полотнище, яке складається з двох частин — верхньої чорної барви (шириною в 3/10 сторони) та нижньої жовтої барви; на жовтому тлі зображена червона білка, на чорному — два схрещені білі гірничі молотки, обабіч яких по жовтій сосновій шишці.

## Зміст
Білка є представником місцевої фауни — велику кількість цих тварин можна зустріти у місцевому парку. Золоті соснові шишки вказують на назву поселення та його розташування серед соснових лісів, а гірничі молотки та чорний колір символізують вугільну промисловість, розвиток якої сприяв виникненню та зростанню Соснівки. Жовта барва є відповідником багатства та щедрості.
Квадратна форма полотнища відповідає усталеним вимогам для муніципальних прапорів (прапорів міст, селищ і сіл).